# Quarriereur
 (janvier 2021).
Le quarriereur est un ancien métier.
Le quarriereur est le terme utilisé dans le Nord de la France pour le carrier travaillant en souterrain.

## À lire
- Paul Reymond, Dictionnaire des vieux métiers : 1 200 métiers disparus ou oubliés, Éditions Brocéliande, 1994